# Équipe cycliste Tabriz
 (août 2022).
 (août 2022).
L'équipe cycliste Tabriz est une équipe cycliste iranienne, ayant le statut d'équipe continentale en 2020.

## Tabriz Cycling Team en 2020[1]
| Cycliste                   | Date de naissance | Nationalité | Équipe 2019                  |  |
| -------------------------- | ----------------- | ----------- | ---------------------------- |  |
| Jafar Alizadehchakhlou     | 12 mai 1998       | Iran        | Omidnia Mashhad Team         |  |
| Esmaeil Bagheri            | 22 octobre 1994   | Iran        |                              |  |
| Mokhtari Farhad            | 6 décembre 1988   | Iran        | Tianyoude Hotel Cycling Team |  |
| Mehdi Mazochian            | 21 juillet 1991   | Iran        |                              |  |
| Sajjad Paydar Shirvanehdeh | 29 octobre 1989   | Iran        | Fengsheng Sports DFT Team    |  |
| Mohammad Pouresmaeil       | 22 mars 1992      | Iran        | Omidnia Mashhad Team         |  |
| Mohammad Poursharif        | 16 novembre 1989  | Iran        |                              |  |
| Hasan Seyfollahifard       | 5 mai 1993        | Iran        |                              |  |
| Amirreza Shahriaribonab    | 13 août 2000      | Iran        |                              |  |
| Ali Zohrabzadeh            | 18 août 1997      | Iran        |                              |  |